# Список бестселлеров по версии Publishers Weekly 2010-х годов
Список бестселлеров по версии журнала Publishers Weekly 2010-х годов включает в себя книги, добившиеся рекордных продаж в США, за каждый год, начиная с 2010 года.

## 2010
1. «Девушка, которая взрывала воздушные замки» — Стиг Ларссон
2. «Признание[англ.]» — Джон Гришэм
3. «Прислуга» — Кэтрин Стокетт
4. «Тихая гавань[англ.]» — Николас Спаркс
5. «Живым или мертвым[англ.]» — Том Клэнси
6. «Палящие шестнадцать[англ.]» — Джанет Иванович[англ.]
7. «Перекрестный огонь[англ.]» — Джеймс Паттерсон
8. «Свобода[англ.]» — Джонатан Франзен
9. «Обстоятельства гибели[фр.]» — Патрисия Корнуэлл
10. «Тьма, — и больше ничего» — Стивен Кинг [1]

## 2011
1. «Противники[англ.]» — Джон Гришэм
2. «11/22/63» — Стивен Кинг
3. «Лучшее во мне[англ.]» — Николас Спаркс
4. «Дымящиеся семнадцать[англ.]» — Джанет Иванович[англ.]
5. «Танец с драконами» — Джордж Р. Р. Мартин
6. «Взрывные восемнадцать[англ.]» — Джанет Иванович[англ.]
7. «Убить Алекса Кросса[англ.]» — Джеймс Паттерсон
8. «Микро[англ.]» — Майкл Крайтон
9. «Мертвый узел[англ.]» — Шарлин Харрис
10. «Взаперти[англ.]» — Том Клэнси, Марк Грэйни[англ.] [2]

## 2012
1. «Пятьдесят оттенков серого» — Э. Л. Джеймс
2. «Голодные игры» — Сьюзен Коллинз
3. «На пятьдесят оттенков темнее» — Э. Л. Джеймс
4. «Пятьдесят оттенков свободы» — Э. Л. Джеймс
5. «И вспыхнет пламя» — Сьюзен Коллинз
6. «Сойка-пересмешница» — Сьюзен Коллинз
7. «Дневник слабака. Третье колесо[англ.]» — Джефф Кинни
8. «Пятьдесят оттенков[англ.]» (комплект из трёх книг) — Э. Л. Джеймс
9. «Герои Олимпа. Метка Афины» — Рик Риордан
10. «Исчезнувшая» — Гиллиан Флинн [3]

## 2013
1. «Дневник слабака. Невезение[англ.]» — Джефф Кинни
2. «Инферно» — Дэн Браун
3. «Дом Аида» — Рик Риордан
4. «Дивергент» — Вероника Рот
5. «Ряд платанов[англ.]» — Джон Гришэм
6. «Дневник слабака. Третье колесо[англ.]» — Джефф Кинни
7. «Эллигент[англ.]» — Вероника Рот
8. «Виноваты звёзды» — Джон Грин
9. «Доктор Сон» — Стивен Кинг
10. «Великий Гэтсби» — Фрэнсис Скотт Фицджеральд [4]

## 2014
1. «Виноваты звёзды» (в мягком переплёте) — Джон Грин
2. «Дневник слабака. Длинный ход[англ.]» — Джефф Кинни
3. «Дивергент» — Вероника Рот
4. «Инсургент» — Вероника Рот
5. «Убить Пэттона: странная смерть самого отважного генерала Второй мировой войны[англ.]» — Билл О’Райли
6. «Эллигент[англ.]» — Вероника Рот
7. «Исчезнувшая» — Гиллиан Флинн
8. «Виноваты звёзды» (кинообложка) — Джон Грин
9. «Виноваты звёзды» (в твёрдом переплёте) — Джон Грин
10. «Холодное сердце» — Виктория Саксон [5]

## 2015
1. «Пойди, поставь сторожа» — Харпер Ли
2. «Грей. Кристиан Грей о пятидесяти оттенках[англ.]» — Э. Л. Джеймс
3. «Девушка в поезде» — Пола Хокинс
4. «Весь невидимый нам свет» — Энтони Дорр
5. «Марсианин» (в мягком переплёте) — Энди Уир
6. «Вне правил[англ.]» — Джон Гришэм
7. «Убить пересмешника» — Харпер Ли
8. «Взгляни на меня[англ.]» — Николас Спаркс
9. «Серая гора[англ.]» — Джон Гришэм
10. «Соловей[англ.]» — Кристин Ханна [6]

## 2016
1. «Девушка в поезде» (в мягком переплёте) — Пола Хокинс
2. «Вторая жизнь Уве» — Фредрик Бакман
3. «Информатор[англ.]» — Джон Гришэм
4. «До встречи с тобой» (в мягком переплёте) — Джоджо Мойес
5. «До встречи с тобой» (кинообложка) — Джоджо Мойес
6. «Дважды два» — Николас Спаркс
7. «Девушка в поезде» (кинообложка) — Пола Хокинс
8. «Убить пересмешника» — Харпер Ли
9. «До встречи с тобой» (кинообложка) — Джоджо Мойес
10. «Весь невидимый нам свет» — Энтони Дорр
11. «Девушка в поезде» (в мягком переплёте, кинообложка) — Пола Хокинс
12. «Алхимик» — Пауло Коэльо [7]

## 2017
1. «Wonder» — Ракель Паласио
2. «Milk and Honey. Белые стихи, покорившие мир» — Рупи Каур
3. «Дневник слабака. Побег» — Джефф Кинни
4. «Происхождение»  — Дэн Браун
5. «НИ СЫ» — Джен Синсеро
6. «Вторая жизнь Уве» — Фредрик Бакман